# 安奇汽车
芜湖安奇汽车股份有限公司（新三板：835234，简称：安奇汽车），是一家在中国新三板挂牌的上市公司，公司总部位于安徽省芜湖市，公司主营业务为汽车销售代理和汽车后市场服务。
公司成立于2000年5月22日，2016年1月4日在新三板挂牌上市，证券简称“安奇汽车”，主办券商为海通证券。
2017年，公司实现营业收入12.41亿元，同比增长37.67%；实现净利润904.66万元，同比下降33.69%。